# 盧布爾雅那附近布雷佐維察
盧布爾雅那附近布雷佐維察（發音：[ˈbɾéːzɔʋitsa pɾi ljuˈbljàːni]），是斯洛維尼亞中部布雷佐维察市镇内的聚居地及其行政中心。該地是內卡尼奧拉傳統地區的一部分，現在被納入中斯洛維尼亞統計區。

## 教堂
盧布爾雅那附近布雷佐維察的堂區教堂是奉獻給聖安東尼。該遺址的一座教堂於1526年首次在書面資料中被提及。目前的建築可追溯到19世紀下半葉，是一座單中殿結構，西側有一座鐘樓。家具也來自19世紀。

## 外部連結
- 维基共享资源上的相關多媒體資源：盧布爾雅那附近布雷佐維察
- Brezovica pri Ljubljani on Geopedia （页面存档备份，存于）